# Ataques con misiles del 15 de marzo de 2024 sobre Odesa
El 15 de marzo de 2024, las Fuerzas Armadas de Rusia lanzaron ataques con misiles contra la zona recreativa de Odesa, con un intervalo de media hora. Este ataque fue el más devastador en términos de víctimas y daños a la infraestructura civil de la ciudad desde el comienzo de la guerra ruso-ucraniana. En total, murieron 21 personas y otras 74 sufrieron heridas de diversa gravedad.
Los equipos de rescate del Servicio de estado de emergencia de Ucrania llegaron al lugar para extinguir los incendios, limpiar los escombros y buscar víctimas. Más tarde, las Fuerzas Armadas rusas lanzaron otro ataque con misiles, causando más daños y víctimas.

## Desarrollo
El 15 de marzo de 2024, a las 11:01 (UTC+2), se escuchó una sirena de alerta antiaérea en el óblast. Alrededor de las 11:03, el primer misil impactó en una instalación recreativa en la calle Dacha Kovalevskogo en el distrito de Kyivskyi en Odesa. A las 11:37, justo cuando los médicos, los rescatistas y la policía llegaron al lugar, un segundo misil impactó en el mismo lugar. Un edificio de tres pisos de la instalación recreativa fue destruido y al menos 10 casas residenciales, una estación de servicio de vehículos, un gasoducto de baja presión, ambulancias y vehículos de bomberos y rescate resultaron dañados.

## Víctimas
El primer día de la tragedia se contabilizaron 20 víctimas mortales. Entre los muertos por los rusos se encontraban el ex primer teniente de alcalde de Odesa, Sergiy Tetyukhin, y el policía de 30 años Andriy Boyarsky, que dejó huérfano a un bebé de tres meses. Entre los fallecidos también se encontraba el comandante del Regimiento Tsunami, el teniente coronel Oleksandr Evgeniyovich. A la mañana siguiente, el rescatador de 39 años Vitaliy Alimov murió en el hospital, convirtiéndose en la víctima número 21.

## Investigación
La Fiscalía General de Ucrania informó que los rusos lanzaron el misil desde el territorio de Crimea utilizando el sistema Iskander-M. Los investigadores ucranianos iniciaron una investigación en virtud del artículo sobre la violación de las leyes y costumbres de la guerra en relación con el asesinato premeditado (parte 2 del artículo 438 del Código Penal de Ucrania).

## Reacción
El presidente de Ucrania, Volodímir Zelenski, comentó sobre el ataque: "En Odesa continúan las operaciones de rescate y asistencia después del ataque con misiles rusos, un ataque muy cobarde por parte de estos sinvergüenzas: dos misiles y el segundo, cuando los rescatistas y los médicos llegaron al lugar del impacto. Entre los muertos y heridos hay paramédicos de 'emergencias' y rescatistas del Servicio Estatal de Emergencias", señaló el presidente.
La Administración Militar de la Región de Odesa declaró el 16 de marzo como día de luto.